# Saint George (parish i Dominica)
Saint George är en parish i Dominica. Den ligger i den södra delen av landet, 2 km öster om huvudstaden Roseau. Antalet invånare är 20 441. Arean är 56 kvadratkilometer. Saint George ligger på ön Dominica.
Terrängen i Saint George är huvudsakligen kuperad, men västerut är den platt.
Följande samhällen finns i Saint George:
- Roseau